# Cryptocephalus chrysopus
Cryptocephalus chrysopus је врста тврдокрилца из породице буба листара (Chrysomelidae).
Инсект је дуг 2–3,5 mm. Црн је, али су крајеви покрилаца, ноге и почеци антена жути или наранџасти.
Одрасли су активни од априла до јула, обично на малој висини. Живи у целој Европи сем крајњег севера.